# Agia van Bergen
Agia van Bergen (ook: Aya of Aye) (- Bergen, 18 april 708 of 714) was een christelijke heilige.

## Levensloop
Zij was een dochter van Brunulf, een jongere broer van Waldebert IV van Henegouwen, die de vader was van de heilige Waldetrudis van Bergen.
Agia was de echtgenote van de heilige Hidulfus van Henegouwen. Het echtpaar had een gelukkig huwelijk maar bleef kinderloos. Ze wijdden beiden hun leven aan de armen en aan de kerk en waren betrokken bij de stichting van verscheidene kloosters in het Henegouwse. 
Op latere leeftijd gingen ze beiden naar het klooster: Agia ging naar Bergen, naar het klooster dat gesticht was door haar nicht Waldetrudis en haar echtgenoot ging naar Lobbes.

## Verering en afbeelding
Haar feestdag is op 18 april. In een zijkapel van de Sint-Waltrudiskerk van Bergen beeldt een retabel verscheidene fasen uit haar leven uit. In de Brusselse Kapellekerk hangt het schilderij De heilige Aya in aanbidding voor de heilige Drievuldigheid (1673) van Lancelot Volders. In de gevel van de Onze-Lieve-Vrouw ter Hoyekerk te Gent is een beeld van haar te zien.